# Belo Oriente (ort)
Belo Oriente är en ort i Brasilien.   Den ligger i kommunen Belo Oriente och delstaten Minas Gerais, i den sydöstra delen av landet, 700 km sydost om huvudstaden Brasília. Belo Oriente ligger 261 meter över havet och antalet invånare är 18 470.
Terrängen runt Belo Oriente är platt åt sydost, men åt nordväst är den kuperad. Närmaste större samhälle är Santana do Paraíso, 18,3 km sydväst om Belo Oriente.
Omgivningarna runt Belo Oriente är huvudsakligen savann. Runt Belo Oriente är det ganska glesbefolkat, med 47 invånare per kvadratkilometer.